# Ивановщина (Брянская область)
Ивановщина — поселок в Клинцовском районе Брянской области, в составе Первомайского сельского поселения.

## География
Находится в западной части Брянской области на расстоянии приблизительно 3 км на юг по прямой от железнодорожного вокзала станции Клинцы.

## История
Упоминается с 1920-х годов. В середине XX века работал колхоз «Авангард».
До 1975 - в Туроснянском, Займищенском сельском совете.

## Население
Численность населения: 360 человек (1979), 174 человека (2002), 130 человек (2010), 131 человек (2013), 128 человек (01.01.2024).